# بالراشتن-دوتینگن
بالراشتن-دوتینگن (به آلمانی: Ballrechten-Dottingen) یک شهر در آلمان است که در برایگاو-هخشوارتسوالد واقع شده‌است. بالراشتن-دوتینگن ۲٬۲۰۷ نفر جمعیت دارد.

## خواهرخوانده
شهر آورباخ (فوکتلاند) خواهرخواندهٔ بالراشتن-دوتینگن هست.